# 포토 부스 (소프트웨어)
포토 부스(Photo Booth)는 OS X과 iOS용 사진 캡처 프로그램이다. 애플의 아이사이트 카메라를 통해 사진을 찍을 수 있게 도와주며 16개 필터를 통해 다양한 효과를 줄 수 있다. 아이맥, 맥북, 맥북 프로에 번들되며 따로 판매되지는 않는다.

## 효과
- 외계인
- 코 비틀기
- 다람쥐
- 사랑해
- 보통
- 헤롱헤롱
- 대갈장군
- 왕눈이
- 개구리
- 세피아
- 흑백
- 플라스틱 카메라
- 만화책
- 색연필
- 광택
- 열 카메라
- 엑스레이
- 볼록
- 오목
- 소용돌이
- 스퀴즈
- 거울
- 밝은 터널
- 펼치기
- 늘이기
- 투명효과 장비
- 팝 아트
- 홀로그램
- 에펠탑
- 어항
- 롤러코스터
- 석양
- 요세미티 계곡